# Wasserturm (Hohen Neuendorf)
Der Wasserturm in der Summter Straße 5a ist ein denkmalgeschütztes Bauwerk in Hohen Neuendorf, Brandenburg. Neben der Dorfkirche Hohen Neuendorf ist er eine Höhendominante des Ortes.

## Geschichte und technische Daten
Der Turm wurde von 1912 bis 1914 nach Plänen des Architekten Albert Gottheiner in Stahlbetonbauweise im Stile des Neobarock gebaut.
Ende des Jahres 2003 drohte die Kuppel einzustürzen. Daraufhin wurde der Turm saniert und in Teilen wie der Kuppel rekonstruiert. Den Auftrag führte das Architektur- und Ingenieurbüro Sellke und Partner aus. Die Arbeiten waren 2004 abgeschlossen.
Der Turm ist 40,7 Meter hoch, hat in der Höhe von zwei Metern einen Durchmesser von 13 Metern und verjüngt sich bis in 27 Meter Höhe auf 8,50 Meter. Sein Fundament ist fünf Meter tief.
Das Wasser wurde in zwei ineinander geschachtelte Ringbehälter gepumpt. Das Gesamtvolumen des Behälters betrug 250 m³. Die Behälter werden von einer achteckigen Fassade umgeben.
Der Wasserturm ist außer Betrieb und für die Öffentlichkeit nicht zugänglich. Gelegentlich wird er jedoch kulturell genutzt, wie die Ankündigung 100 Jahre Wasserturm der Freiwilligen Feuerwehr Hohen Neuendorf zum Juni 2014 zeigt.

## In der Umgebung
Zu Beginn des 20. Jahrhunderts ließ die Landgemeinde Hohen Neuendorf von der preußischen Landgesellschaft Eigene Scholle aus Frankfurt (Oder) die Colonie am Wasserturm als Kriegsbeschädigtensiedlung errichten.
Ein gegen Ende des 20. Jahrhunderts gebautes Seniorenzentrum trägt den Namen Am Wasserturm.

## Galerie Innenansichten

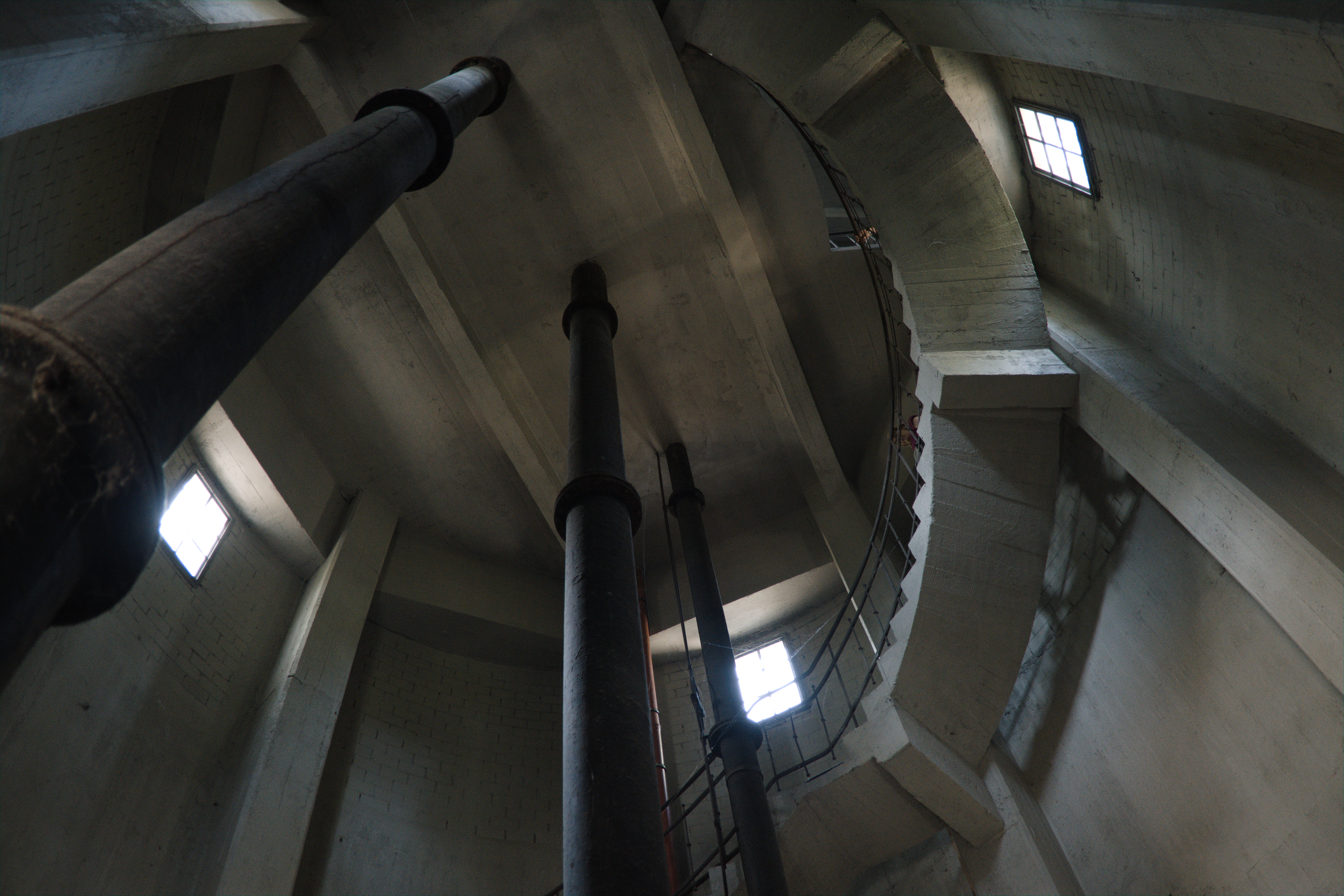
Eingangsebene Blick nach oben
Erste ebene
Zweite Ebene
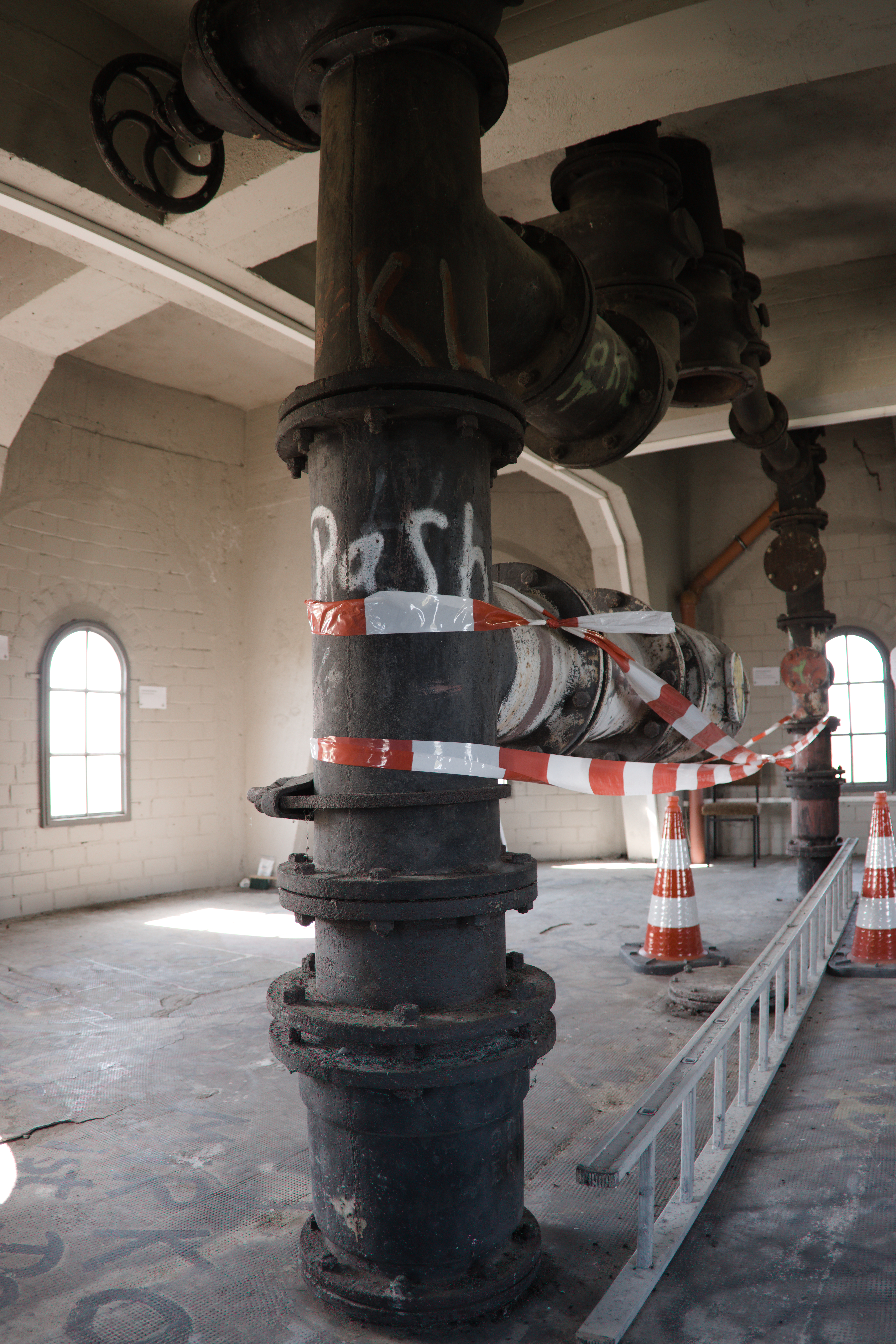
Oberste Ebene, unterhalb des Vorratsbehälters